# Elektrische spanning
Elektrische spanning – ook bekend als het elektrische potentiaalverschil – is het verschil in potentiële elektrische energie tussen twee punten per eenheid van lading. In het SI-stelsel wordt dit uitgedrukt in volt (V). Als symbool voor de elektrische spanning wordt het symbool U gebruikt.
Een elektrische spanning kan veroorzaakt worden door:
- een elektrisch veld
- een elektrische geleider die dwars ten opzichte van een magnetisch veld beweegt
- een batterij of een oplaadbare batterij
- door mechanische wrijving

## Spanning en energie
De arbeid {\displaystyle W} die in een statisch elektrisch veld verricht zou moeten worden om een lading ter grootte {\displaystyle Q} van een punt met potentiaal {\displaystyle U_{0}} naar een punt met een hogere potentiaal {\displaystyle U_{1}>U_{0}} te bewegen, is het product van de lading en het potentiaalverschil:
{\displaystyle W=Q(U_{1}-U_{0})}

## Meten van spanning
Een elektrische spanning kan worden gemeten met een voltmeter, die direct het potentiaalverschil tussen twee punten in een systeem bepaalt. De meting heeft eigenlijk alleen zin als de spanning in de tijd constant is, tenzij de voltmeter een registratie in de tijd geeft. Als referentie wordt soms de potentiaal van "massa" (bijvoorbeeld het metalen chassis, of de aarde) in een systeem gebruikt, die per definitie op nul volt wordt gesteld.
Een analoge voltmeter bestaat uit een weekijzermeter of een draaispoelmeter voorzien van een voorschakelweerstand. De meting is in feite een meting van het magnetisch veld veroorzaakt door de elektrische stroom door een spoel. Volgens de Wet van Ohm ({\displaystyle U=I\cdot R}) is de spanning {\displaystyle U} evenredig met de door de weerstand {\displaystyle R} lopende stroom {\displaystyle I}, en is de aanwijzing een maat voor de te meten spanning.
Het aansluiten van het meetinstrument beïnvloedt altijd de meting in meer of mindere mate. Voor een nauwkeurige meting moet de meter zo weinig mogelijk stroom aan het te meten circuit onttrekken, dus een grote inwendige weerstand hebben; in het ideale geval zou die oneindig groot zijn.
Men kan de grootte van een periodiek in de tijd variërende elektrische spanning zichtbaar maken met behulp van een oscilloscoop. Dit instrument gebruikt de te meten spanning, na die eventueel versterkt te hebben, om een curve weer te geven die het verloop van de spanning in de tijd geeft. Ook kan een oscilloscoop het verloop van een spanning gedurende een klein tijdsinterval vastleggen en zichtbaar maken.

## Spanningsbereiken
| Symbool | Voluit    | Decimaal            | Voorbeelden                                               |
| ------- | --------- | ------------------- | --------------------------------------------------------- |
| µV      | microvolt | 0 000 000,000 001 V | Ontvangers van radio- en televisiesignalen                |
| mV      | millivolt | 0 000 000,001 V     | Audio- en videosignalen, zenuwen.                         |
| V       | volt      | 0 000 001 V         | Huishoudelektronica, draagbare apparaten, motorvoertuigen |
| kV      | kilovolt  | 0 00 1000 V         | Distributie van elektriciteit, treinen, trolleys          |
| MV      | megavolt  | 1 000 000 V         | Hoogspanningslijnen, bliksem                              |

### Voorbeelden van elektrische spanning
De effectieve waarde van de wisselspanning op het lichtnet bedraagt in Europa meestal 230 volt. In sommige andere delen van de wereld is dit 110 volt. Omdat het lichtnet in drievoud is uitgevoerd, hetgeen driefasenspanning genoemd wordt, kan door gebruik van alle fasen zogenaamde krachtstroom van 400 volt verkregen worden, bijvoorbeeld voor zwaardere apparatuur. Hiervoor zijn speciale meerpolige aansluitingen nodig. Normale huishoudens zijn doorgaans slechts op één fase aangesloten.
De Nederlandse elektrische treinen gebruiken 1500 volt gelijkspanning (nominaal, in de praktijk 1800 V). De Belgische treinen gebruiken 3000 V. In de toekomst zal het treinverkeer in Europa steeds meer overgaan op 25000 volt wisselspanning. De redenen hiervoor zijn de nadelen van (een relatief) lage gelijkspanning over lange trajecten. Gelijkspanning gaat gepaard met grote energieverliezen in de leidingen. Metrotreinen rijden veelal op 750 volt gelijkspanning, trolleybussen en trams op 600 volt.

## Verschijningsvormen van elektrische spanning
Elektrische spanningen komen op zeer veel plaatsen voor. Voorbeelden zijn:
- De zeer lage spanningen in zenuwen in levende wezens
- Spanningen die optreden bij redoxreacties in vloeistoffen
- Signalen uit allerlei sensors en ontvangers van alle mogelijke zenders,
- In draagbare en huishoudelijke apparatuur
- Hoogspanning voor transport van elektriciteit
- Spanning voor de aandrijving van allerlei voertuigen
- Spanning voor het zichtbaar maken van allerlei beelden
- Bij het foto-elektrische effect (als licht op een metalen plaat valt)

In de natuur kan ook spanning bestaan tussen een geladen wolk en de Aarde (statische elektriciteit). Deze spanning kan zich ontladen, zodat bliksem ontstaat.
De elektrische aarde is de belangrijkste potentiaalreferentie: de elektrische potentiaal van de aarde is per definitie nul volt. In een moderne auto heeft het metalen chassis de nulpotentiaal.
Een opgeladen batterij, accu of condensator, een draaiende generator of dynamo, een zonnecel waar licht op valt leveren allemaal een elektrische spanning. Zolang deze spanning weinig of niet verandert als de bron wordt belast met een weerstand (bijvoorbeeld een lampje), spreekt men wel van spanningsbron. Naast de spanningsbron waarbij de afgegeven spanning onafhankelijk van de belasting (zo veel mogelijk) constant wordt gehouden, bestaat als tegenhanger de stroombron waarbij de stroom (zo veel mogelijk) constant wordt gehouden, waarbij de afgegeven spanning nauwelijks belangrijk is. In de elektronica wordt veel gebruikgemaakt van de 'constante spanningsbron', de zogenaamde gestabiliseerde voeding en van de 'constante stroombron'.

## Definitie van potentiaalverschil
Het potentiaalverschil wordt gedefinieerd als de hoeveelheid arbeid die per ladingseenheid verricht moet worden om een elektrische lading van het eerste punt naar het tweede punt te verplaatsen. Een equivalente definitie is de hoeveelheid arbeid die een eenheidslading kan verrichten die van het tweede naar het eerste punt stroomt.
'Spanningsverschil' is een veel gebruikt onjuist woord voor potentiaalverschil of spanning. Het is in theorie wel een bestaanbaar begrip, maar dan als bijvoorbeeld de ene batterij een spanning van 9 V levert en de andere een van 1,5 V. Die beide batterijen hebben dan een spanningsverschil van 7,5 V.

## Elektrisch veld
Een elektrische spanning tussen twee punten veroorzaakt een elektrisch veld en daarmee een kracht op een elektrische lading. Deze kracht is meestal niet erg groot, maar kan bijvoorbeeld wel veroorzaken dat droog en goed gewassen haren overeind gaan staan, doordat deze door gelijke lading onderling worden afgestoten. De haren worden hierbij aangetrokken door de gebruikte kam, die door het kammen een andere elektrische lading heeft gekregen dan het haar. Hiervoor is niet - zoals vaak wordt gedacht - de wrijving verantwoordelijk, maar het van en naar elkaar toe bewegen van twee isolators met onderling verschillende elektrostatische eigenschappen. In de twee isolators ontstaat hierbij een tegenovergestelde lading, die onderling een elektrische spanning vormen. De wrijving intensiveert het contact en daarmee de efficiëntie van het vergroten van de spanning.

## Gelijkspanning en wisselspanning
Bij bovengenoemde toepassingen kan onderscheid gemaakt worden in technologie die gebruikmaakt van gelijkspanning (DC, van direct current) en die gebruikmaakt van wisselspanning (AC, van alternating current). Bij gelijkspanning is het teken van het potentiaalverschil steeds hetzelfde en in toepassingen meestal ook het niveau, terwijl bij wisselspanning het potentiaalverschil steeds van teken wisselt, veelal sinusvormig.
Gelijkspanning wordt veel gebruikt in toepassingen waar een relatief lage stroom voldoende energie levert. Het kan eenvoudig worden geleverd door een batterij en dus ook opgeslagen worden. Vanaf de 19e eeuw is de toepassing van gelijkspanning voor energiedistributie meer en meer verlaten ten gunste van wisselspanning, die als voordeel heeft dat zij met behulp van een transformator naar een ander niveau kan worden omgezet, zonder dat daarbij veel energie verloren gaat en energietransport over grote afstanden met minder verliezen gepaard gaat bij hoge spanningen. Voordeel is ook dat wisselspanning eenvoudiger/efficiënter is te gebruiken voor mechanische tractie door middel van elektromotoren.

## Spanning in een stroomkring
Een elektrische spanning in een stroomkring ontstaat alleen over twee punten waartussen een zekere impedantie aan de stroom wordt geboden. Als er stroom loopt door een perfect geleidende draad, zal er geen spanningsverlies te meten zijn over de uiteinden van die draad.
Spanning is een grootheid die zich additief gedraagt. De spanning tussen twee punten A en C (via B) is gelijk aan de spanning tussen A en B plus de spanning tussen B en C (spanningswet van Kirchhoff).

## Doorslagspanning
Als de spanning tussen twee punten zonder elektrisch geleidende verbinding hoger wordt dan de doorslagspanning van het materiaal dat zich tussen de punten bevindt, dan ontstaat op een bepaald moment een elektrische doorslag. De spanning wordt zo hoog dat er geleiding plaatsvindt. Veelal is brand of gevaar voor elektrocutie het gevolg. Isolatoren hebben een zeer hoge doorslagspanning. De doorslagspanningen van kunststoffen zijn zeer variabel waardoor niet elke kunststof voor elke isolerende toepassing geschikt is.
Voordat de doorslag plaats kan vinden moet een hoge spanning aanwezig zijn, hoog genoeg om de atomen van een stof te doen ioniseren. Een geïoniseerde stof is wel in staat om elektrische stroom te geleiden, waardoor een geleidingsbrug ontstaat tussen de twee punten. De elektronen vliegen dan door de geleidingsbrug van het ene naar het andere punt, dit is soms te zien als een vonk. Een doorslag wordt ook wel overslag genoemd, een bekend voorbeeld uit de natuur van overslag is bliksem.

## Analogieën
Om het verschijnsel elektrische spanning begrijpelijker te maken, heeft men analogieën met intuïtief bekende verschijnselen verzonnen. De Bondgraaf-theorie bestudeert dergelijke analogieën. Zoals alle analogieën gaan ook deze niet in alle situaties op. Ze zijn bijvoorbeeld niet erg nuttig voor het beschrijven van wisselspanning.

### Water
De analogie tussen elektriciteit en water (of een andere vloeistof) noemt men de hydraulische analogie.
- Een hoeveelheid water is te vergelijken met een hoeveelheid elektrische lading.
- Waterdruk is te vergelijken met elektrische spanning.
- Waterstroom (debiet) is te vergelijken met elektrische stroom.
- Een rivier of kanaal of een buis waar het water doorheen stroomt, is te vergelijken met een elektrische geleider.
- De wal of een dijk waar het water niet doorheen kan is te vergelijken met een elektrische isolator.
- Een waterstroom die hoog uit de bergen komt is te vergelijken met een elektrische stroombron. De hoogte van de bergen is een maat voor de spanning.
- Een groot waterbekken is te vergelijken met een elektrische spanningsbron zoals een batterij of accu.
- Een pomp is te vergelijken met een elektrische generator.
- Een scheprad of watermolen is te vergelijken met een elektrische motor.
- Stroomkring en vermogen.

Men kan een elektrische kring beschouwen in analogie met rondstromend water in een netwerk van pijpen. De dynamo of generator in de stroomkring komt dan overeen met een waterpomp in de waterkring. Bij verwaarlozing van de zwaartekracht in deze gedachtegang komt de spanning tussen twee punten in het elektrische netwerk overeen met het drukverschil tussen twee punten in het waternetwerk. Als er een drukverschil is tussen twee punten, dan kan het water als het hierlangs stroomt arbeid verrichten (bijvoorbeeld een turbine aandrijven). Een scheprad kan alleen gaan draaien als en een drukverschil is (de hoogte van het water voor en na het scheprad) en tevens als het water er langs stroomt. Het vermogen is het product van de druk en de stroom. Op dezelfde manier dient er een elektrische motor aangesloten te zijn op een spanning en er dient stroom doorheen te lopen. Het vermogen is dan ook het product van spanning en stroom.
- Weerstand en stroom

Als er geen drukverschil is kan er wel water stromen, maar kan er geen arbeid worden verricht. Als er geen spanning of drukverschil is dan kan er toch wel stroom lopen, mits de weerstand nul is. In de praktijk kan dat bij elektriciteit alleen met supergeleiders. Bij water kan dat wanneer er geen zwaartekracht is en geen leiding die weerstand zou geven. Bijvoorbeeld een straal water in een inertiaalstelsel, zoals in een ruimtevaartuig. Zodra er weerstand is bij water door een scheprad of de weerstand van de leidingen dient er een druk te zijn om die weerstand te overwinnen anders komt de stroom tot stilstand: vergelijkbaar met elektrische stroom.
- Wet van Ohm

De analogie met water kan ver worden doorgedacht. Zo zal een groter drukverschil een sterkere waterstroom veroorzaken. Een grotere spanning veroorzaakt dan ook een grotere stroom. Een weerstand kan worden vergeleken met een vernauwing in de waterpijpen. Over deze vernauwing ontstaat een drukverschil, net zoals over de weerstand een spanning ontstaat. Een waterkraan is te vergelijken met een variabele weerstand of een potmeter. Als de kraan dicht staat is de weerstand oneindig hoog en loopt er geen stroom.
- Potentiaal en statische lading en ontlading

Een ander woord in dit verband voor spanning is potentiaal. Bij statische (stilstaande) elektriciteit kan men denken aan meertjes in de bergen. Dan heeft dat water in een meertje de mogelijkheid (of de potentie) om naar beneden te stromen of te vallen. Men spreekt dan over een potentiaal. In wezen is een potentiaal niets anders dan de druk ten opzichte van het "nulniveau". Bij iedere tien meter hoogteverschil verschilt de druk één bar (vanwege het gewicht van het water). Bij water is er dan een potentiële energie (de potentie of mogelijkheid om energie te leveren) die wanneer het water over de rand van de berg gaat stromen omgezet wordt in watersnelheid (kinetische energie). Op gelijke wijze spreek men over een potentiaal van bijvoorbeeld een hoeveelheid elektriciteit (elektronen of ionen). Een bliksem is dan in analogie te vergelijken met een "waterval" van elektriciteit. Als het meertje leeg is houdt de stroming op. Als de lading van de onweerswolk af is houdt de bliksem op. De analogie gaat nog verder: horizontale bliksems tussen verschillende wolken zijn te vergelijken met watervallen tussen bergmeertjes onderling hoog in de bergen. In dat geval dient men over potentiaalverschillen of spanningen te spreken, of de potentiaal of de spanning tussen twee wolken.
- Wisselspanning en gelijkrichter

Wisselspanning is voor te stellen als golven op het oppervlak van het water: golven van de zee of het getij. Als er water stil blijft staan tussen stenen in een pier is dat gelijkgerichte wisselspanning. Het is dan een gelijkspanning geworden. De ruimte tussen de stenen is dan te vergelijken met de condensator. De stenen zelf zijn te vergelijken met de diode die de waterstroom gelijkricht. De golven die over de rand van de stenen slaan, is de pulserende stroom die de condensator voedt. De kieren tussen de stenen waardoor het water wegloopt is de "lek" van de condensator.
- Transistor

Een transistor heeft als equivalent een trechter (emitterstroom) waarbij een watermolentje (basis-stroom) de trechterklep openzet. (Het water dat het molentje aandrijft komt ook in de trechter-uitlaat terecht.)

### Warmtetransport
Indien een temperatuurverschil aangebracht wordt op een materiaal, zal warmtetransport (in de vorm van een warmteflux q) optreden. De optredende q hangt af van het aangebrachte temperatuurverschil, maar ook de 'weerstand' van het materiaal (bijvoorbeeld een muur) speelt een rol. Zo heeft koper een hogere warmtegeleidingscoëfficiënt k (k~400 W/m·K) dan warmte-isolatoren als asbest (k=0,16W/m·K) of argon (k=0,0179 W/m·K). Dit laatste wordt gebruikt als tussenlaag in dubbel glas.

## Trivia
- In plaats van "spanning" wordt naar analogie van de eenheid volt ook vaak "voltage" gezegd. Strikt genomen is spanning de grootheid en volt de eenheid.
- In Engelstalige landen wordt vaak het symbool V gebruikt voor de grootheid spanning. Internationaal is U het gebruikelijke symbool. Voor de eenheid volt wordt altijd V gebruikt.
- Op 17 mei 1979 werd in Tennessee de hoogste spanning aller tijden opgewekt: 3,215 × 108 (321,5 miljoen) volt.